# Ferrovie Emilia Romagna
Pour les articles homonymes, voir FER.
Ferrovie Emilia Romagna (Chemins de fer de l'Émilie-Romagne), ou FER, est le nom d'une entreprise ferroviaire qui exploite des lignes ferroviaires locales autour de Bologne (Italie), ainsi que des services d'autocars. Cette société, qui a le statut de Srl (société à responsabilité limitée) appartient majoritairement à la Région Émilie-Romagne.

## Histoire
Cette société, créée en 2001, résulte de la fusion de quatre petits réseaux secondaires :
- Ferrovie Padane (ligne de Ferrare à Codigoro),
- Ferrovia Suzzara- Ferrara (ligne de Suzzara à Ferrare),
- Ferrovia Bologna - Portomaggiore (ligne de Bologne à Portomaggiore),
- Ferrovie Venete (ligne de Parme à Suzzara).

qui faisaient antérieurement l'objet d'une exploitation directe par l'État.
Cette création se place dans un double cadre :
- celui de la décentralisation administrative, instaurée par la loi Bassinini qui a, notamment, conféré aux régions le rôle d'autorité organisatrice de transports régionaux (à ce titre la région définit également le service des trains régionaux exploités par les FS sur le territoire de la région) ;
- celui de l'ouverture du marché ferroviaire à une certaine forme de concurrence, sous l'impulsion de l'Union européenne qui impose que la gestion des réseaux et l'exploitation des services soit confiée à des concessionnaires dans le cadre d'appels d'offres européens.

## Réseau
Le réseau exploité par les FER comprend les quatre lignes citées plus haut, soit 232 km de lignes à voie normale, électrifiées en courant continu 3000 V. Les trains gérés par les FER circulent en partie sur des lignes régionales du réseau national italien (géré par RFI - Rete ferroviaria italiana (du groupe FS)
Depuis 2003, elle exploite la ligne Bologne - Vignola par l'intermédiaire d'une filiale commune créée spécialement avec la société ACT (transports publics de Bologne), la « Suburbana Bologna Vignola » (FBV).

## Matériel roulant
La parc de matériel roulant comprend 48 automotrices électriques pour le service voyageurs et 19 locomotives pour le service fret exploité en coopération avec  Trenitalia Cargo (FS).
La société exploite par ailleurs une centaine d'autocars.

## Personnel
L'effectif du personnel est de 500 personnes environ, dont 400 dans le service ferroviaire.